# سادات‌آباد (تویسرکان)
سادات‌آباد (تویسرکان)، روستایی از توابع بخش قلقل‌رود شهرستان تویسرکان در استان همدان ایران است.

## جمعیت
این روستا در دهستان قلقل‌رود قرار دارد و براساس سرشماری مرکز آمار ایران در سال ۱۳۹۵، جمعیت آن ۴۵ نفر (۱۵ خانوار) بوده‌است.